# Günter Benkö
Günter Benkö (Felsőőr, 1955. július 12. –) osztrák nemzetközi labdarúgó-játékvezető. Egyéb foglalkozása a burgenlandi kormányban a sporttámogatás osztályt vezeti. Jelenleg Burgenlandban, Rauchwartban él.

## Pályafutása

### Labdarúgóként
Fiatalabb korában labdarúgó játékos volt, de 25 éves korában komoly térdsérülést szenvedett, ami labdarúgó pályafutásának végét jelentette.

### Nemzeti játékvezetés
Térdsérülését követően fiatal felnőttként 1980-ban tette le a játékvezetői vizsgát. A különböző nemzeti labdarúgó osztályokban, aprólékos lépesekben gyűjtötte a tapasztalatokat, majd 1991-ben bemutatkozhatott a legmagasabb ligában. Az aktív nemzeti játékvezetéstől 2001-ben búcsúzott.

### Nemzetközi játékvezetés
Az Osztrák labdarúgó-szövetség Játékvezető Bizottsága (JB) terjesztette fel nemzetközi játékvezetőnek, a Nemzetközi Labdarúgó-szövetség (FIFA) 1991-től tartotta nyilván bírói keretében. A FIFA JB központi nyelvei közül a németet és az angolt beszéli. Több nemzetek közötti válogatott és klubmérkőzést vezetett, vagy működő társának 4. bíróként segített. Az osztrák nemzetközi játékvezetők rangsorában, a világbajnokság-Európa-bajnokság sorrendjében az 5. helyet foglalja el 11 találkozó szolgálatával. Az aktív nemzetközi játékvezetéstől 2001-ben búcsúzott. Válogatott mérkőzéseinek száma: 14.

#### Labdarúgó-világbajnokság
A világbajnoki döntőhöz vezető úton Franciaországba a XVI., az 1998-as labdarúgó-világbajnokságra és Dél-Koreába és Japánba a XVII., a 2002-es labdarúgó-világbajnokságra a FIFA JB bíróként alkalmazta. Selejtező mérkőzéseket az UEFA zónában vezetett. Világbajnokságokon vezetett mérkőzéseinek száma: 2.

##### 1998-as labdarúgó-világbajnokság

###### Selejtező mérkőzés
| Időpont             | Helyszín                       | Mérkőzés típusa           | Mérkőzés                        | Eredmény | Nézők száma |
| ------------------- | ------------------------------ | ------------------------- | ------------------------------- | -------- | ----------- |
| 1996. szeptember 1. | Messiniakos Stadion, Kalamata  | előselejtező (1. csoport) | Görögország–Bosznia-Hercegovina | 3 : 0    | 4 088       |
| 1997. június 14.    | GKS Stadion, Katowice          | előselejtező (2. csoport) | Lengyelország–Grúzia            | 4 : 1    | 2 000       |
| 1997. szeptember 6. | Tofik Bahramov Stadion, Baku   | előselejtező (3. csoport) | Azerbajdzsán–Norvégia           | 1 : 1    | 8 000       |
| 1997. november 15.  | Roi Baudouin Stadion, Brüsszel | előselejtező rájátszás    | Belgium–Írország                | 2 : 1    | 31 455      |

###### Világbajnoki mérkőzés
| Időpont          | Helyszín                      | Mérkőzés típusa              | Mérkőzés         | Eredmény | Nézők száma |
| ---------------- | ----------------------------- | ---------------------------- | ---------------- | -------- | ----------- |
| 1998. június 13. | Marcel Saupin Stadion, Nantes | csoportmérkőzés (E. csoport) | Dél-Korea–Mexikó | 1 : 3    | 40 000      |
| 1998. június 26. | Gerland Stadion, Lyon         | csoportmérkőzés (H. csoport) | Japán–Jamaica    | 1 : 2    | 42 000      |

##### 2002-es labdarúgó-világbajnokság

###### Selejtező mérkőzés
| Időpont             | Helyszín                        | Mérkőzés típusa           | Mérkőzés            | Eredmény | Nézők száma |
| ------------------- | ------------------------------- | ------------------------- | ------------------- | -------- | ----------- |
| 2000. szeptember 2. | Ali Sami Yen Stadion, Isztambul | előselejtező (4. csoport) | Törökország–Moldova | 2 : 0    | 17 600      |

#### Labdarúgó-Európa-bajnokság
Az európai-labdarúgó torna döntőjéhez vezető úton Belgiumba és Hollandiába a XI., a 2000-es labdarúgó-Európa-bajnokságra az UEFA JB játékvezetőként foglalkoztatta. A Belgium-Törökország csoportrangadón Kim Milton Nielsen játékvezető a mérkőzés 40. percben az ágyékához kapott, majd jelezte: nem tudja tovább folytatni a mérkőzést. Játékvezetői szempontból ritka esemény történt. A nemzetközi előírások szerint ilyenkor a 4. játékvezető, Günter vette át az irányítást. A Franciaország-Portugália elődöntőn a portugál Abel Xavier kezezése miatt komoly bonyodalom volt. Az UEFA JB őt választotta a torna legjobb játékvezetőjének. Európa-bajnokságon vezetett mérkőzéseinek száma: 2 + 1/2 (egy félidő).

##### 2000-es labdarúgó-Európa-bajnokság

###### Selejtező mérkőzés
| Időpont             | Helyszín                        | Mérkőzés típusa           | Mérkőzés              | Eredmény | Nézők száma |
| ------------------- | ------------------------------- | ------------------------- | --------------------- | -------- | ----------- |
| 1999. április 27.   | Francia Stadion, Saint-Denis    | előselejtező (4. csoport) | Franciaország–Ukrajna | 0 : 0    | 78 519      |
| 1999. szeptember 8. | Wojska Polskiego Stadion, Varsó | előselejtező (5. csoport) | Lengyelország–Anglia  | 0 : 0    | 14 025      |

###### Európa-bajnoki mérkőzés
| Időpont          | Helyszín                       | Mérkőzés típusa              | Mérkőzés                 | Eredmény | Nézők száma |
| ---------------- | ------------------------------ | ---------------------------- | ------------------------ | -------- | ----------- |
| 2000. július 11. | Jan Breydel Stadion, Brugge    | csoportmérkőzés (D. csoport) | Franciaország–Dánia      | 3 : 0    | 29 000      |
| 2000. június 28. | Roi Baudouin Stadion, Brüsszel | egyik elődöntő               | Franciaország–Portugália | 2 : 1    | 47 000      |

##### Nemzetközi kupamérkőzések
Vezetett Kupa-döntők száma: 2.

###### Kupagyőztesek Európa-kupája
| Időpont         | Helyszín                       | Mérkőzés típusa | Mérkőzés              | Eredmény | Nézők száma |
| --------------- | ------------------------------ | --------------- | --------------------- | -------- | ----------- |
| 1999. május 19. | Villa Park Stadion, Birmingham | döntő           | SS Lazio–RCD Mallorca | 2 : 1    | 33 021      |

###### UEFA-szuperkupa
| Időpont             | Helyszín                  | Mérkőzés típusa | Mérkőzés                      | Eredmény | Nézők száma |
| ------------------- | ------------------------- | --------------- | ----------------------------- | -------- | ----------- |
| 2000. augusztus 25. | II. Lajos Stadion, Monaco | döntő           | Real Madrid CF–Galatasaray SK | 1 : 2    | 12 000      |

#### Magyar női labdarúgó-válogatott mérkőzései
A magyar női játékvezetői keretek felállításáig férfi játékvezetők irányították a női válogatott felkészülési mérkőzéseit.
| Időpont           | Helyszín                    | Mérkőzés típusa             | Mérkőzés              | Eredmény | Nézők száma |
| ----------------- | --------------------------- | --------------------------- | --------------------- | -------- | ----------- |
| 1992. október 11. | Városi Stadion, Mosontétény | felkészülési (59. mérkőzés) | Ausztria–Magyarország | 0 – 2    | 800         |

## Szakmai sikerek
Az IFFHS (International Federation of Football History & Statistics) 1987-2011 évadokról tartott nemzetközi szavazásán 151, játékvezető besorolásával minden idők 75, legjobb bírójának rangsorolta, holtversenyben Serge Muhmenthaler, Vadzim Dzmitrijevics Zsuk társaságában. A 2008-as szavazáshoz képest 11 pozíciót hátrább lépett.

## Sportvezetőként
Aktív pályafutásának végétől az Osztrák labdarúgó-szövetség (ÖFB) Játékvezető Bizottságában (JB) Burgenlandot képviseli. A FIFA és az UEFA nemzetközi játékvezető ellenőre.